# Jean-Pierre Bataille
Jean-Pierre Bataille, né le 24 octobre 1963 à Hazebrouck (Nord), est une personnalité politique française. Il est maire de Steenvoorde depuis 1999, succédant à son père Jean-Paul Bataille. Il est également conseiller régional depuis 2004. En 2024, il est élu député de la 15e circonscription du Nord.

## Biographie
Jean-Pierre Bataille est né le 24 octobre 1963 à Hazebrouck (Nord). Il est le fils de Jean-Paul Bataille, pharmacien, sénateur et maire de Steenvoorde de 1965 jusqu'à son décès en 1999.

## Carrière politique
Après le décès de son père en 1999, Jean-Pierre Bataille lui succède à la mairie de Steenvoorde. Il est ensuite élu président de la communauté de communes du pays des géants, puis de la communauté de communes de Flandre Intérieure. Il est député suppléant de la 14e circonscription du Nord de 2002 à 2012, et conseiller régional du Nord-Pas-de-Calais puis des Hauts-de-France depuis 2004. Il échoue à devenir député de la 15e circonscription du Nord en 2012 et 2017. Il est finalement élu député de cette même circonscription le 7 juillet 2024.

## Détail des mandats et fonctions

### Mandats parlementaires
- 2024 - : député de la quinzième circonscription du Nord[2]

### Mandats locaux
- 1999 - : maire de Steenvoorde
- 2004 - : conseiller régional du Nord-Pas-de-Calais puis des Hauts-de-France

### Fonctions politiques
- 2023 - : vice-président du conseil régional des Hauts-de-France chargé des finances, de l’évaluation des politiques publiques et de la sécurité[3]